# Saint-Pierre-de-Clairac
Saint-Pierre-de-Clairac est une commune du Sud-Ouest de la France, située dans le département de Lot-et-Garonne (région Nouvelle-Aquitaine).

## Géographie

### Localisation
Commune de l'aire d'attraction d'Agen située dans son unité urbaine à une dizaine de kilomètres au sud-est d'Agen en Agenais dans le Quercy blanc, au confluent de la Séoune et de la petite Séoune.

### Communes limitrophes
Les communes limitrophes sont Castelculier, Lafox, Puymirol, Saint-Caprais-de-Lerm, Saint-Jean-de-Thurac et Saint-Romain-le-Noble.
|              | Saint-Caprais-de-Lerm   |                       |
| Castelculier | Saint-Pierre-de-Clairac | Puymirol              |
| Lafox        | Saint-Jean-de-Thurac    | Saint-Romain-le-Noble |

### Climat
Pour des articles plus généraux, voir Climat de la Nouvelle-Aquitaine et Climat de Lot-et-Garonne.
Historiquement, la commune est exposée à un climat océanique aquitain.  
En 2020, Météo-France publie une typologie des climats de la France métropolitaine dans laquelle la commune est exposée à un climat océanique altéré et est dans la région climatique Aquitaine, Gascogne, caractérisée par une pluviométrie abondante au printemps, modérée en automne, un faible ensoleillement au printemps, un été chaud (19,5 °C), des vents faibles, des brouillards fréquents en automne et en hiver et des orages fréquents en été (15 à 20 jours).
Pour la période 1971-2000, la température annuelle moyenne est de 13,1 °C, avec une amplitude thermique annuelle de 15,6 °C. Le cumul annuel moyen de précipitations est de 794 mm, avec 10,4 jours de précipitations en janvier et 6,5 jours en juillet. Pour la période 1991-2020, la température moyenne annuelle observée sur la station météorologique la plus proche, située sur la commune de Laroque-Timbaut à 11,42 km à vol d'oiseau, est de 14,0 °C et le cumul annuel moyen de précipitations est de 821,7 mm,. Pour l'avenir, les paramètres climatiques de la commune estimés pour 2050 selon différents scénarios d'émission de gaz à effet de serre sont consultables sur un site dédié publié par Météo-France en novembre 2022.

## Urbanisme

### Typologie
Au 1er janvier 2024, Saint-Pierre-de-Clairac est catégorisée commune rurale à habitat dispersé, selon la nouvelle grille communale de densité à sept niveaux définie par l'Insee en 2022.
Elle appartient à l'unité urbaine d'Agen, une agglomération intra-départementale regroupant 16  communes, dont elle est une commune de la banlieue,,. Par ailleurs la commune fait partie de l'aire d'attraction d'Agen, dont elle est une commune de la couronne,. Cette aire, qui regroupe 81 communes, est catégorisée dans les aires de 50 000 à moins de 200 000 habitants,.

### Occupation des sols

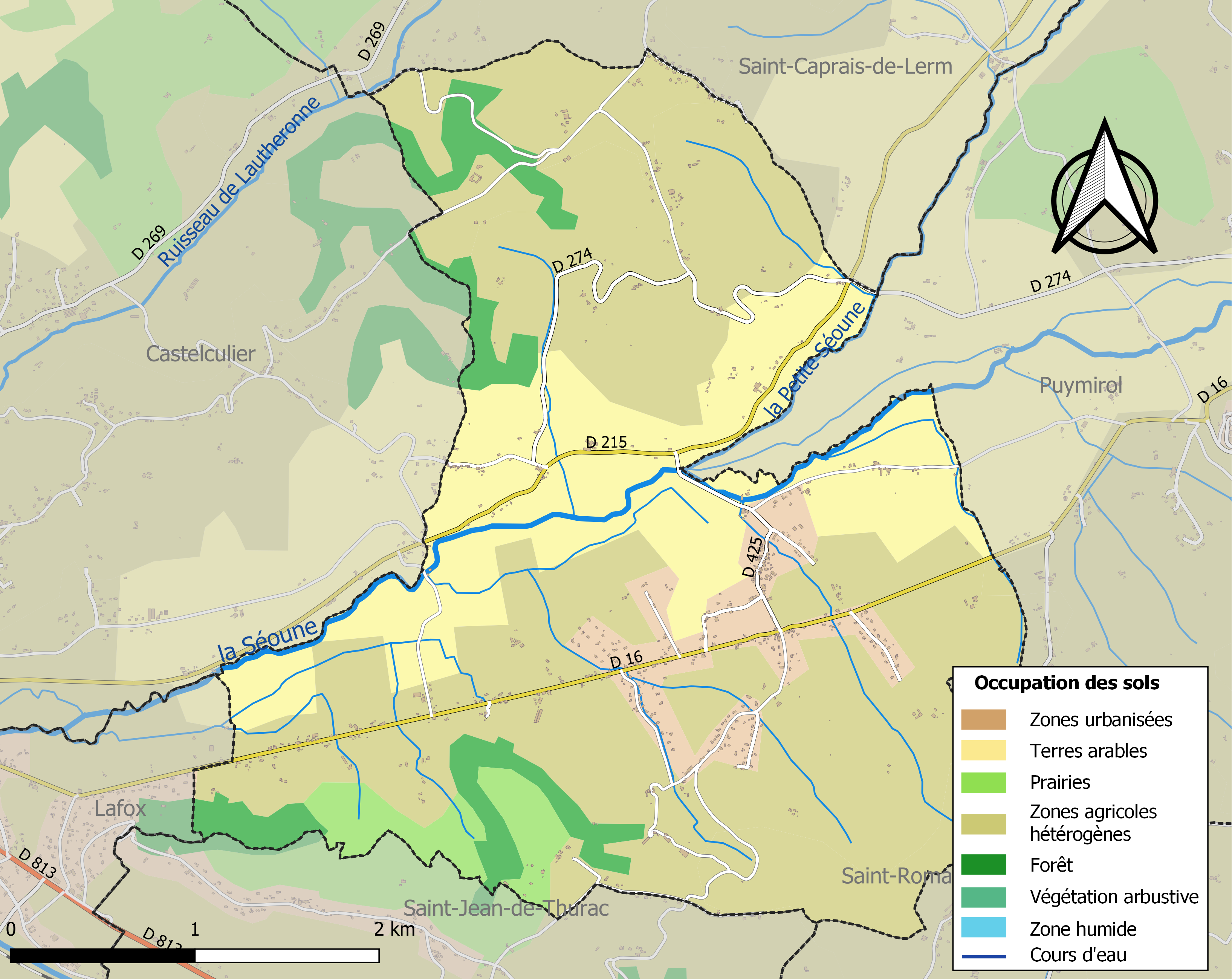
Carte des infrastructures et de l'occupation des sols de la commune en 2018 (CLC).

L'occupation des sols de la commune, telle qu'elle ressort de la base de données européenne d’occupation biophysique des sols Corine Land Cover (CLC), est marquée par l'importance des territoires agricoles (87,5 % en 2018), en diminution par rapport à 1990 (94 %). La répartition détaillée en 2018 est la suivante : 
zones agricoles hétérogènes (60,7 %), terres arables (23,4 %), zones urbanisées (6,5 %), forêts (6 %), prairies (3,4 %). L'évolution de l’occupation des sols de la commune et de ses infrastructures peut être observée sur les différentes représentations cartographiques du territoire : la carte de Cassini (XVIIIe siècle), la carte d'état-major (1820-1866) et les cartes ou photos aériennes de l'IGN pour la période actuelle (1950 à aujourd'hui).

### Risques majeurs
Le territoire de la commune de Saint-Pierre-de-Clairac est vulnérable à différents aléas naturels : météorologiques (tempête, orage, neige, grand froid, canicule ou sécheresse), inondations, mouvements de terrains et séisme (sismicité très faible). Il est également exposé à un risque technologique, le risque nucléaire. Un site publié par le BRGM permet d'évaluer simplement et rapidement les risques d'un bien localisé soit par son adresse soit par le numéro de sa parcelle.

#### Risques naturels
Certaines parties du territoire communal sont susceptibles d’être affectées par le risque d’inondation par une crue à  débordement lent de cours d'eau, notamment la Séoune, la Petite Séoune et le Ruisseau de Lautheronne. La commune a été reconnue en état de catastrophe naturelle au titre des dommages causés par les inondations et coulées de boue survenues en 1982, 1993, 1999, 2007, 2009 et 2021,.
Les mouvements de terrains susceptibles de se produire sur la commune sont des glissements de terrain et des tassements différentiels.

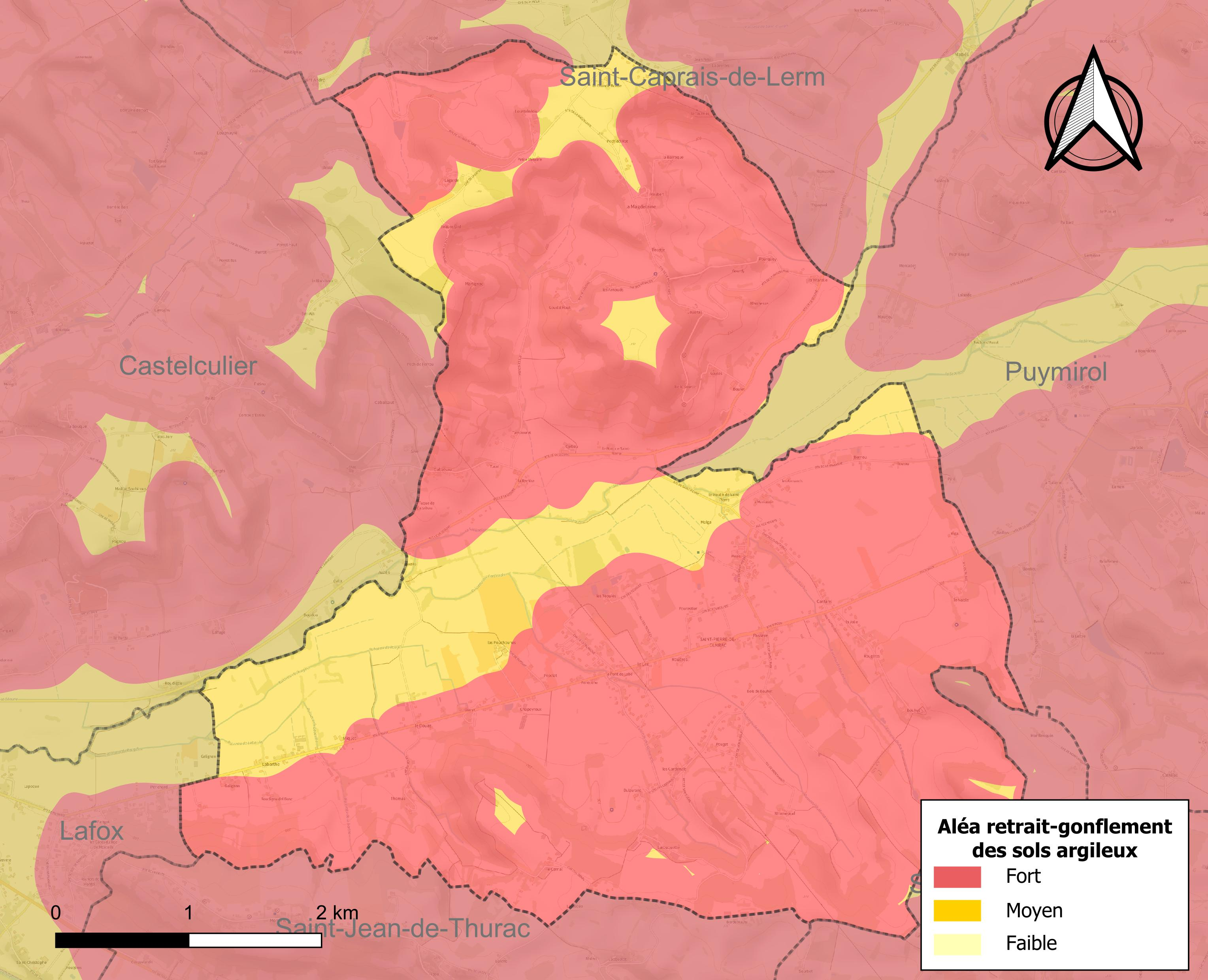
Carte des zones d'aléa retrait-gonflement des sols argileux de Saint-Pierre-de-Clairac.

Le retrait-gonflement des sols argileux est susceptible d'engendrer des dommages importants aux bâtiments en cas d’alternance de périodes de sécheresse et de pluie. La totalité de la commune est en aléa moyen ou fort (91,8 % au niveau départemental et 48,5 % au niveau national). Depuis le 1er octobre 2020, en application de la loi ELAN, différentes contraintes s'imposent aux vendeurs, maîtres d'ouvrages ou constructeurs de biens situés dans une zone classée en aléa moyen ou fort,.
Concernant les mouvements de terrains, la commune a été reconnue en état de catastrophe naturelle au titre des dommages causés par la sécheresse en 1989, 2003, 2009, 2011 et 2017, par des mouvements de terrain en 1999 et par des glissements de terrain en 1988.

#### Risque technologique
La commune étant située dans le périmètre du plan particulier d'intervention (PPI) de 20 km autour de la centrale nucléaire de Golfech, elle est exposée au risque nucléaire. En cas d'accident nucléaire, une alerte est donnée par différents médias (sirène, sms, radio, véhicules). Dès l'alerte, les personnes habitant dans le périmètre de 2 km se mettent à l'abri. Les personnes habitant dans le périmètre de 20 km peuvent être amenées, sur ordre du préfet, à évacuer et ingérer des comprimés d’iode stable,,.

## Histoire

### L’occupation allemande
Sous l'occupation allemande, la commune est marquée par la tragédie du 7 juin 1944 et l'assassinat de onze personnes. Les faits surviennent dans l'après-midi du 7 juin 1944 à la suite de l'assaut du château de Laclotte, PC provisoire d'une compagnie de la résistance intérieure française du Corps Franc Pommiès, par les SS du 1er bataillon du 4e régiment blindé de grenadiers "Der Führer" de la division DAS REICH stationnés à Valence-d'Agen (Tarn-et-Garonne) sous le commandement du  Sturmbannführer Adolf Diekmann, à la demande et sous la conduite du SIPO/SD ( Gestapo d'Agen).
Les nazis font onze victimes, laissant  onze orphelins et incendient deux ensembles d'habitation dans cette petite commune.
Le monument, à la mémoire des onze victimes  [44°10'52.72" N - 0°45'40.79" E], a été inauguré le 17 juin 1945 à l'endroit même où sont tombés les neuf patriotes, dont six résistants du C.F.P, fusillés et certains massacrés à la sortie nord du bourg (deux autres résistants ayant été tués aux abords de leur domicile au lieu-dit Rougère).

## Politique et administration
| Période                                  | Période  | Identité           | Étiquette | Qualité                       |
| ---------------------------------------- | -------- | ------------------ | --------- | ----------------------------- |
| Les données manquantes sont à compléter. |          |                    |           |                               |
| février 1979                             | 2020     | Jean-Michel Moynie |           | Directeur C.C.A.S. d'Agen     |
| 2020                                     | En cours | Phillippe Sofys    |           | Cadre de la fonction publique |

## Démographie
L'évolution du nombre d'habitants est connue à travers les recensements de la population effectués dans la commune depuis 1800. Pour les communes de moins de 10 000 habitants, une enquête de recensement portant sur toute la population est réalisée tous les cinq ans, les populations de référence des années intermédiaires étant quant à elles estimées par interpolation ou extrapolation. Pour la commune, le premier recensement exhaustif entrant dans le cadre du nouveau dispositif a été réalisé en 2008.

En 2022, la commune comptait 871 habitants, en évolution de −0,68 % par rapport à 2016 (Lot-et-Garonne : −0,18 %, France hors Mayotte : +2,11 %).
| 1800 | 1806  | 1821  | 1831  | 1836  | 1841  | 1846  | 1851  | 1856  |
| ---- | ----- | ----- | ----- | ----- | ----- | ----- | ----- | ----- |
| 938  | 1 123 | 1 154 | 1 180 | 1 113 | 1 140 | 1 075 | 1 072 | 1 099 |

| 1861  | 1866 | 1872 | 1876 | 1881 | 1886 | 1891 | 1896 | 1901 |
| ----- | ---- | ---- | ---- | ---- | ---- | ---- | ---- | ---- |
| 1 005 | 966  | 897  | 763  | 694  | 652  | 659  | 620  | 577  |

| 1906 | 1911 | 1921 | 1926 | 1931 | 1936 | 1946 | 1954 | 1962 |
| ---- | ---- | ---- | ---- | ---- | ---- | ---- | ---- | ---- |
| 537  | 527  | 453  | 440  | 444  | 422  | 362  | 433  | 430  |

| 1968 | 1975 | 1982 | 1990 | 1999 | 2006 | 2008 | 2013 | 2018 |
| ---- | ---- | ---- | ---- | ---- | ---- | ---- | ---- | ---- |
| 399  | 436  | 527  | 635  | 721  | 802  | 825  | 871  | 854  |

| 2022 | - | - | - | - | - | - | - | - |
| ---- | - | - | - | - | - | - | - | - |
| 871  | - | - | - | - | - | - | - | - |

## Lieux et monuments
- Prieuré Sainte-Marie de La Garde, prieuré de moines bénédictins, fondé en 2002 par une communauté originaire de l'abbaye Sainte-Madeleine du Barroux.
- Église Sainte-Madeleine de la Magdelaine.
- Église Saint-Pierre de Saint-Pierre-de-Clairac.